# Kein perfekter Mann
Kein perfekter Mann (Alternativtitel: Walter Plathe Special) ist ein von Franz Josef Gottlieb inszeniertes Unterhaltungs-Special für das ZDF mit Walter Plathe in einer Doppelrolle aus dem Jahr 1993. Es ist in zwei 20-minütige Teile mit den Titeln Jugendliebe und Der Aufmacher unterteilt.

## Handlung

### Ersten TeilJugendliebe
Barkassenkapitän Walter trifft nach siebzehn Jahren zufällig seine einstige Jugendliebe Heike wieder. Sie traut sich nicht ihm zu sagen, dass sie mittlerweile als Callgirl arbeitet. Da sie es eilig hat, verabreden sich beide zu einem späteren Termin. Obwohl Heike seit Jahren selbstständig in ihrem Gewerbe arbeitet, wird sie seit kurzem von einem Zuhälter bedroht, der sie nötigen will für ihn anzuschaffen. Bei ihrem Treffen mit Walter reden sie über die alten Zeiten und Heike offenbart ihrem damaligen Verlobten, dass ihre Eltern ihre Verbindung untergraben und sie sich deshalb aus den Augen verloren hätten. Ihr Vater hätte Walters Eltern dafür bezahlt, dass sie die Briefen an ihn abfangen. Walter ist verstört und hofft nun, an die alten Zeiten anknüpfen zu können. Heike wird allerdings weiterhin bedroht und beschließt schnell unterzutauchen. Als Walter Heike besuchen will, muss er erfahren, dass sie kurzfristig verreist ist. In einem Brief bittet sie ihn, sich in ihrer Wohnung um die Katze zu kümmern, bis sie wieder zurück ist. Anhand der Nachrichten auf dem Anrufbeantworter weiß er nun, womit sie ihr Geld verdient und ist erneut verstört. Die Katze nimmt er mit zu sich nach Hause und auf die Frage seines Mitarbeiters am nächsten Tag: „Na, wie war's mit Deiner Jugendliebe?“ Antwortet Walter etwas bedrückt aber nicht ohne Hoffnung: „Schön.“

### Zweiter TeilDer Aufmacher
Fotoreporter Walter Bombe will für eine Silvesterstory seine Exfreundin überreden, sich als Leiche fotografieren zu lassen. Marlene, die noch immer unter ihrer Trennung leidet, lehnt jedoch ab. Auf der Suche nach einem anderen „Opfer“ trifft er auf Eva, die ihm regelrecht in die Arme läuft. Da sie gerade Liebeskummer hat und Walter sein Anliegen „gut verkaufen“ kann, kommt ihr das Angebot mehr als recht. Sie hofft durch das Foto, das als Aufmacher in die Zeitung kommen soll, ihrem Exfreund einen Schrecken einzujagen. Zunächst freut sich Walter, dass Eva so überzeugend mitmacht. Doch als er bemerkt, dass sie ernsthaft aus Liebeskummer in den Tod springen würde, wird ihm nicht nur Angst, sondern er beschließt seinen Job an den Nagel, zu hängen. Den Sylvesterabend verbringt er gemeinsam mit Eva, die ihn lächelnd zuprostet: „Du schaffst es.“

## Produktionshintergrund
Kein perfekter Mann wurde von der Novafilm Fernsehproduktion GmbH – Odeon TV produziert. 1993 entstand ein weiteres Unterhaltungs-Special mit Heiner Lauterbach unter dem Titel Nicht nur der Liebe wegen in einer Doppelrolle. 1995 folgte mit Glück auf Raten ein weiteres Special, in welchem Peter Bongartz in einer Doppelrolle zu sehen war.